# A&E (rete televisiva)
A&E (precedentemente Arts & Entertainment) è un'emittente televisiva via cavo e satellitare statunitense, con sede a Manhattan. È edito dalla A&E Networks, una joint-venture tra i gruppi The Walt Disney Company e Hearst Communications.

## Lista di programmi originali

### Fiction TV
- 100 Centre Street (2001-2002)
- Bearing Witness (2005)
- Inked (2005-2006)
- God or the Girl (2006)
- The Cleaner (2008-2009)
- The Beast (2009)
- The Glades (2010-2013)
- Breakout Kings (2011-2012)
- Longmire (2012-2014) (trasferita su Netflix)
- Coma (2012)
- Bates Motel (2013-2017)
- Those Who Kill (2014)
- Unforgettable (2015)

### Altro
- A&E Classroom (?)
- Caroline's Comedy Hour (anni '80 e '90)
- Improv Tonite (anni '80 e '90)
- Comedy on the Road (1991)
- Live by Request (1996-?)
- An Evening at the Improv (1982-1996)
- Christianity: The First Two Thousand Years (1998)
- A&E Top 10 (1999-2000)
- A Nero Wolfe Mystery (2001-2002)
- All Year Round with Katie Brown (2003)
- America's Castles (1998-2005)
- Growing Up Gotti (2004-2005)
- Airline (2004-2005)
- Knievel's Wild Ride (2005)
- Caesars 24/7 (2005)
- City Confidential (1999-2006)
- Family Plots (2004-2006)
- Random 1 (2005-2006)
- Rollergirls (2006)
- Breakfast with the Arts (1991-2007)
- King of Cars (2006-2007)
- Dallas SWAT (2006-2007)
- Driving Force (2006-2007)
- Sons of Hollywood (2007)
- Confessions of a Matchmaker (2007)
- The Two Coreys (2007-2008)
- We Mean Business (2008)
- Manhunters: Fugitive Task Force (2008)
- Psychic Kids (2008)
- Rookies (2008-2009)
- Kirstie Alley's Big Life (2010)
- Beyond Scared Straight (2011)
- Heavy (2011)
- Biography (1987-in corso)
- American Justice (1992-in corso)
- Cold Case Files (1999-in corso)
- Makeover Mamas (2003-in corso)
- Sell This House (2003-in corso)
- Find & Design (2004-in corso)
- The First 48 (2004-in corso)
- Dog The Bounty Hunter (2004-in corso)
- Flip This House (2005-in corso)
- Criss Angel Mindfreak (2005-in corso)
- Intervention (2005-in corso)
- Gene Simmons Family Jewels (2006-in corso)
- Crime 360 (2008-in corso)
- Move This House (2006-in corso)
- Designing Blind (2006-in corso)
- Private Sessions (2007-in corso)
- Paranormal State (2007-in corso)
- Parking Wars (2008-in corso)
- Rocco Gets Real (2008-in corso)
- Jacked: Auto Theft Task Force (2008-in corso)
- The Jacksons: A Family Dynasty (2009-in corso)
- Billy The Exterminator (2009-in corso)
- Hoarders (2009-in corso)
- Obsessed (2009-in corso)
- Storage Wars (2010-in corso)
- Growing Up Twisted (2010-in corso)
- Fugitive Chronicles (2010-in corso)
- Relapse (2011-in corso)